# Ceratobatrachidae
Ceratobatrachidae Boulenger, 1884 è una famiglia di anfibi dell'ordine degli Anuri.

## Tassonomia
La famiglia comprende 102 specie raggruppate in tre sottofamiglie e quattro generi:
- sottofamiglia Alcalinae Brown, Siler, Richards, Diesmos, and Cannatella, 2015
  - Alcalus Brown, Siler, Richards, Diesmos, and Cannatella, 2015 (5 sp.)

- sottofamiglia Ceratobatrachinae Boulenger, 1884
  - Cornufer Tschudi, 1838, 1887 (58 sp.)
  - Platymantis Günther, 1858 (32 sp.)

- sottofamiglia Liurananinae Fei, Ye, and Jiang, 2010
  - Liurana Dubois, 1987 (7 sp.)